# Richard M. Wilson
Richard Michael Wilson (genannt Rick Wilson, auch als R. M. Wilson zitiert; * 23. November 1945) ist ein US-amerikanischer Mathematiker. Er beschäftigt sich mit Kombinatorik.
Wilson studierte an der Indiana State University (Bachelor-Abschluss 1966) und der Ohio State University, wo er 1967 seinen Master-Abschluss machte und 1968 bei D. K. Ray-Chaudhuri promovierte (An existence theory for pairwise balanced designs). Danach lehrte er an der Ohio State University und später ab den 1980er Jahren am Caltech. Seit 1984 leitete er dort das Kombinatorik-Seminar. 2014 ging er in den Ruhestand.
Wilson löste 1968 mit seinem Lehrer Ray-Chaudhuri Thomas Kirkmans Problem der 15 Schulmädchen (Existenz der Lösung im allgemeinen Fall beliebig vieler Schulmädchen) und er bewies in den 1970er Jahren die Existenz von zulässigen Designs mit r=2 für genügend große n. Mit Jacobus Hendricus van Lint schrieb er ein verbreitetes Kombinatorik-Lehrbuch.
1974 formulierte er mit Thomas Allan Dowling die Vermutung von Dowling und Wilson in der geometrischen Kombinatorik, die die Vermutung von Paul Erdös und Nicolaas Govert de Bruijn in der Inzidenzgeometrie stark verallgemeinert und für geometrische Gitter in projektiven Räumen formuliert ist. Sie wurde von June Huh und Kollegen ab 2016 bewiesen.
Für seine Beiträge zur Kombinatorik erhielt er 1975 den George-Pólya-Preis.

## Schriften
- mit Jacobus Hendricus van Lint: A Course in Combinatorics. Cambridge University Press, Cambridge u. a. 1992, ISBN 0-521-42260-4 (mehrere Nachdrucke).
- mit D. K. Ray-Chaudhuri: Solution of Kirkman's schoolgirl problem, in: Combinatorics, University of California, Los Angeles, 1968, Proc. Sympos. Pure Math, American Mathematical Society, Band 19, 1971, S. 187–203
- An existence theory of pairwise balanced designs, Teil 1–3, J. Combinatorial Theory A, Band 13, 1972, S. 220–245, 246–273, Band 18, 1975, S. 71–79
- Non-isomorphic Steiner Tripel systems, Mathematische Zeitschrift, Band 135, 1974, 303–313